# Vojkovice nad Svratkou
Vojkovice nad Svratkou – przystanek kolejowy w Vojkovicach, w kraju południowomorawskim, w Czechach. Znajduje się na wysokości 200 m n.p.m. Położony jest w północno-zachodniej części miejscowości, przy drodze lokalnej do Syrovic.
Jest zarządzany przez Správę železnic. Na przystanku nie ma możliwości zakupu biletów, a obsługa podróżnych odbywa się w pociągu. W skład przystanku wchodzą dwa perony krawędziowe, wyposażone w wiaty peronowe (po 2 na każdy peron). Poruszanie pomiędzy peronami umożliwia przejście pod wiaduktem kolejowym nad drogą do Syrovic.

## Linie kolejowe
- 250 Havlíčkův Brod - Brno - Kúty